# East Helena (Montana)
East Helena es una ciudad ubicada en el condado de Lewis and Clark en el estado estadounidense de Montana. En el Censo de 2010 tenía una población de 1984 habitantes y una densidad poblacional de 440,5 personas por km².

## Geografía
East Helena se encuentra ubicada en las coordenadas 46°35′6″N 111°55′11″O / 46.58500, -111.91972. Según la Oficina del Censo de los Estados Unidos, East Helena tiene una superficie total de 4.5 km², de la cual 4.48 km² corresponden a tierra firme y (0.58%) 0.03 km² es agua.

## Demografía
Según el censo de 2010, había 1984 personas residiendo en East Helena. La densidad de población era de 440,5 hab./km². De los 1984 habitantes, East Helena estaba compuesto por el 90.98% blancos, el 0.5% eran afroamericanos, el 3.33% eran amerindios, el 0.3% eran asiáticos, el 0.2% eran isleños del Pacífico, el 0.4% eran de otras razas y el 4.28% pertenecían a dos o más razas. Del total de la población el 3.63% eran hispanos o latinos de cualquier raza.